# 載寧駅
載寧駅（チェリョンえき、朝鮮語: 재령역）は、朝鮮民主主義人民共和国の黄海南道載寧郡の駅で、殷栗線に属する。 

## 隣の駅
殷栗線
金山駅 - 載寧駅 - 白石駅